# Dicladispa kraatzi
Dicladispa kraatzi es una especie de insecto coleóptero de la familia Chrysomelidae.
Fue descrita científicamente en 1897 por Julius Weise.